# Quyền LGBT ở Tchad
Quyền đồng tính nữ, đồng tính nam, song tính và chuyển giới ở Tchad có thể phải đối mặt với những thách thức pháp lý mà những người không phải LGBT không gặp phải. Cả nam và nữ hoạt động tình dục đồng giới là bất hợp pháp ở nước này. Trước khi bộ luật hình sự mới có hiệu lực vào tháng 8 năm 2017, hoạt động đồng tính luyến ái giữa người lớn chưa bao giờ bị hình sự hóa.Không có sự bảo vệ pháp lý chống phân biệt đối xử dựa trên xu hướng tính dục và bản dạng giới.

## Bảng tóm tắt
| Hoạt động tình dục đồng giới hợp pháp                                          | (Từ năm 2017) |
| Độ tuổi đồng ý                                                                 | No            |
| Luật chống phân biệt đối xử trong ngôn từ kích động thù địch và bạo lực        | No            |
| Luật chống phân biệt đối xử trong việc làm                                     | No            |
| Luật chống phân biệt đối xử trong việc cung cấp hàng hóa và dịch vụ            | No            |
| Hôn nhân đồng giới                                                             | No            |
| Công nhận các cặp đồng giới                                                    | No            |
| Con nuôi của các cặp vợ chồng đồng giới                                        | No            |
| Con nuôi chung của các cặp đồng giới                                           | No            |
| Người đồng tính nam và đồng tính nữ được phép phục vụ công khai trong quân đội | No            |
| Quyền thay đổi giới tính hợp pháp                                              |               |
| Truy cập IVF cho đồng tính nữ                                                  | No            |
| Mang thai hộ thương mại cho các cặp đồng tính nam                              | No            |
| NQHN được phép hiến máu                                                        | No            |